# レオナード・E・ディクソン
レオナード・ユージーン・ディクソン（Leonard Eugene Dickson, 1874年1月22日 - 1954年1月17日）は、アメリカの数学者。抽象代数学、特に有限古典群の関連におけるそれの研究の創始者の一人。多くの数学書を著し、特に数論の長い歴史について書いた書は有名。

## 人物
1874年にアイオワ州インディペンデンスで生まれ、1893年にテキサス大学を卒業した。E・H・ムーアに学んだ後は、ヨーロッパに渡り、時の群論のリーダーたちと共に研究した。1910年からシカゴ大学の教授を務めた。1923年に科学雑誌『サイエンス』からニューカム・クリーブランド賞を受賞。
1954年テキサス州ハーリンジェンで死去する。

## 著作
- Introduction to the Theory of Algebraic Equations (YAMASHITA, Koichiroによる邦訳)